# 梅尔·丹尼尔斯
梅尔文·乔·丹尼尔斯（英語：Melvin Joe Daniels，1944年7月20日—2015年10月30日），美国NBA联盟前职业篮球运动员。他在1967年的NBA选秀中第1轮第9顺位被辛辛纳提皇家选中。